# Luthéal
De luthéal is een vleugel die zodanig is geprepareerd dat de klankkleur veranderd kan worden. Hij kan beschouwd worden als een voorloper van de geprepareerde piano. Het instrument werd in 1922 door de Belg George Cloetens ontworpen. Het geluid ligt tussen een harp, een klavecimbel en een pianoforte in.

## Beschrijving
De luthéal heeft vier registers die in verschillende combinaties te gebruiken zijn. Het klavier van de vleugel lijkt een beetje op een kerkorgel. Als de registers worden ingeschakeld, blijft de pianoklank gehandhaafd.
Voor het klavecimbelregister hangen de stalen contactpennen een millimeter boven de snaren. De pennen raken de snaren pas vanaf mezzoforte en zo ontstaat een klankkleur die op die van het klavecimbel lijkt, maar wel met het dynamische bereik van een vleugel.
Bij het harpregister liggen er dunne viltjes op alle snarenkoren, precies op de helft van de snaarlengte, waardoor het geheel een octaaf hoger klinkt en een reeks even boventonen ontstaat.
Wanneer beide laatste registers samen worden ingeschakeld, ontstaat de typische klank van de Hongaarse cimbalom.

## Muziek en uitvoeringen

### Ravel
In de vioolpartij van Tzigane (1924) van Maurice Ravel staat vermeld: "Violon et piano (ou luthéal)". Het is niet duidelijk hoe Ravel met het instrument in aanraking kwam, maar wel staat vast dat de eerste uitvoering van de Tzigane met piano-luthéal plaatsvond in 1924, in de Parijse Salle Gaveau, door de violist Samuel Dushkin en de 'luthéalist' Beveridge Webster. Pianist/'luthéalist' Carlos Moerdijk en violiste Emmy Verhey brachten de Tzigane in 1994 uit op cd. Daarop is de piano-luthéal ook te horen in werken van onder andere Manuel de Falla en Béla Bartók die Moerdijk bewerkte voor piano-luthéal.

### Camille Saint-Saëns
Ook in sommige uitvoeringen van het werk van Camille Saint-Saëns is het instrument te horen, zoals in de 3e Symphonie (Orgelsymphonie) met de Berliner Symphoniker onder leiding van James Levine op DGG, en in de uitvoering van het 5e pianoconcerto (2e deel) door Pascal Rogé (piano) met de Royal Philharmonia onder leiding van Charles Dutoit (Decca).

## Herontdekking van het instrument
Het was de violist Theo Olof die met zijn speurtocht naar het verloren gewaande instrument de stoffige geschiedenis van de luthéal nieuw leven inblies. Hij vond het enige nog bekende exemplaar ten slotte in het Brusselse Muziekinstrumentenmuseum van het Brusselse conservatorium, ingebouwd in een Pleyel-vleugel uit 1911.

### Nieuwe muzikale toepassing
De luthéal is te horen in een compositie van de hand van Daniël Wayenberg, "Cadens, Serenade en Toccata".
De Concertzender heeft een twee uur durend programma 'Het Radio Diner' gemaakt over de luthéal, met daarin interviews met Daniël Wayenberg, Theo Olof en de Werkhovense pianobouwer Evert Snel die de Luthéal reconstrueerde voor Olof en Wayenberg.

### De eerste luthéal-opname
Na voltooiing van de restauratie in 1979 van een Pleyel-vleugel uit 1911 en het daarop aangebrachte luthéal-mechaniek, werd in 1980 de eerste opname met het instrument op lp uitgebracht.
Theo Olof, viool
Daniel Wayenberg, luthéal en piano
kant 1
Daniel Wayenberg: demonstraties van de mogelijkheden van de luthéal. Improvisaties over "It's a long way ..."
Maurice Ravel: Tzigane, Rapsodie voor viool en luthéal
kant 2
Maurice Ravel: Sonate Posthume voor piano en viool (1897)
Claude Debussy: Sonate voor viool en piano (1917)
Label: EMI, 1980 - 1A 057-26469 - Stereo